# Klaus Zeman

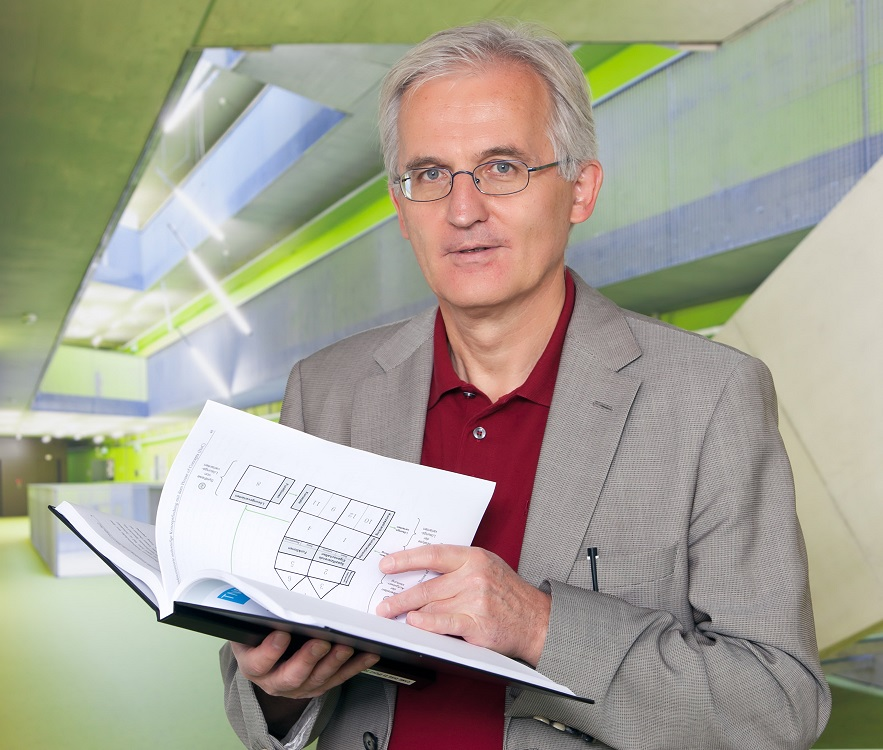
Klaus Zeman (2011)

Klaus Zeman (* 21. Juli 1955 in Linz, Oberösterreich) ist ein österreichischer Maschinenbauer und Professor für Mechatronik an der Johannes Kepler Universität Linz (JKU). Er leitet das Institut für Mechatronische Produktentwicklung und Fertigung.

## Werdegang
Nach Absolvieren der Matura 1973 am Khevenhüller Gymnasium Linz studierte Klaus Zeman von 1973 bis 1979 Maschinenbau an der Technischen Universität Wien. Seine am Institut für Mechanik unter Heinz Parkus angefertigte Diplomarbeit trägt den Titel „Flatterinstabilität eines flüssigkeitsdurchströmten Gelenkrohres“.
In den darauffolgenden Jahren war Klaus Zeman als Universitätsassistent am Institut für Mechanik unter Hans Troger tätig, bis er 1984 mit der Dissertation „Anwendungen der Verzweigungstheorie und des Konzeptes der strukturellen Stabilität in der Mechanik“ promovierte.
Nach seiner Promotion wechselte Klaus Zeman in die Privatwirtschaft zur VOEST-Alpine Industrieanlagenbau GmbH, wo er an konstruktiven und regelungstechnischen Entwicklungen in der Walzwerkstechnik (speziell in der Kaltwalztechnik) arbeitete. Im Jahr 1989 übernahm er die Leitung der Entwicklungsabteilung Technologie-Walzwerkstechnik und wurde 1994 stellvertretender Leiter des Geschäftsfeldes Walzwerkstechnik.
1996 wurde Klaus Zeman als Universitätsprofessor im Fachbereich Mechatronik an die Johannes Kepler Universität Linz berufen.
Darüber hinaus leitete er von 2001 bis 2007 den Forschungsbereich Computer Aided System Analysis and Design des Linz Center of Competence in Mechatronics. Des Weiteren ist er seit 2008 Area-Koordinator für den Forschungsbereich Process Modelling and Mechatronic Design im COMET K2-Projekt ACCM innerhalb des Unternehmens Linz Center of Mechatronics GmbH (LCM), wo er seit 2013 auch Mitglied des Aufsichtsrates ist.

## Arbeits- und Forschungsschwerpunkte
- Computerunterstützte Produktentwicklung
- Industrie 4.0
- Maschinendynamik
- Modellierung und Simulation von Walzprozessen und -systemen

## Weitere Funktionen
- Dozent an der LIMAK Austrian Business School
- Mitglied der VPTÖ – Verein zur Förderung der Modernisierung der Produktionstechnologien in Österreich
- Mitglied der WiGeP – Wissenschaftliche Gesellschaft für Produktentwicklung (vorm. Berliner Kreis)
- Mitglied sowie Beirat im Mechatronic Cluster im Bereich Ausbildung